# Lena Valaitis
Lena Valaitis (bürgerlich Anelė Luise Jüssen; * 7. September 1943 als Anelė Luise Valaitytė in Memel) ist eine deutsche Schlagersängerin. Ihren musikalischen Durchbruch hatte sie beim Eurovision Song Contest 1981 durch das Lied Johnny Blue.

## Leben

### Herkunft und Ausbildung
Valaitis kam als Kleinkind nach Westdeutschland, als ihre Mutter gegen Ende des Zweiten Weltkriegs mit ihr und ihrem Bruder aus der durch Luftangriffe zerstörten ostpreußischen Stadt Memel floh. Der Vater war im Krieg als Soldat gefallen.
Die Familie ließ sich, nachdem sie zwei Jahre auf der Insel Fehmarn gelebt hatte, zunächst in Memmingen nieder. Valaitis besuchte dort die Volksschule und später in Hüttenfeld das litauische Gymnasium. Sie brach die Schule jedoch zwei Jahre vor dem Abitur ab und begann in Frankfurt am Main eine Lehre bei der Deutschen Bundespost. Bereits während der Schulzeit nahm sie privaten Gesangsunterricht. Dies setzte sie in Frankfurt fort und nahm an mehreren Nachwuchswettbewerben teil.

### 1970–1980: Anfänge und erste Erfolge
Ihre musikalische Karriere startete sie mit ihrer Band Frederik Brothers. 1970 erhielt sie einen Plattenvertrag bei Philips und am 13. Juli 1970 erschien ihre erste Single Halt das Glück für uns fest. Im selben Jahr hatte Valaitis in der ZDF-Drehscheibe ihren ersten Fernsehauftritt. Ihr erster Erfolg stellte sich bereits 1971 mit der deutschen Aufnahme des „Nickel-Songs“ (Ob es so oder so, oder anders kommt) ein. Mit Jack White produzierte sie in den folgenden Jahren erfolgreiche Titel wie So wie ein Regenbogen, Bonjour mon amour und Wer gibt mir den Himmel zurück.
1976 erreichte die Sängerin dann mit den Titeln Da kommt José der Straßenmusikant und Ein schöner Tag, der deutschen Version von Amazing Grace, erstmals die Top 20 der deutschen Singlecharts. Im selben Jahr nahm sie an der deutschen Vorentscheidung zum Eurovision Song Contest mit dem Lied Du machst Karriere teil. Des Weiteren lieh sie im erfolgreichen Spielfilm Der Mädchenkrieg (1977) ihre Stimme den darin vorgetragenen Chansons.

### 1981–1993: Durchbruch und Rückzug
Ihren musikalischen Durchbruch feierte Valaitis 1981, als sie mit dem von Ralph Siegel komponierten Titel Johnny Blue am Eurovision Song Contest in Dublin teilnahm und dort hinter der britischen Band Bucks Fizz den zweiten Platz belegte. Auch in den folgenden Jahren nahm Valaitis noch einige Schallplatten auf, darunter ein Duett mit Costa Cordalis, dann wurde es etwas ruhiger um sie.
1982 spielte sie das Schlusslied des Zeichentrickfilmes Mrs. Brisby und das Geheimnis von NIMH (im Original Flying Dreams, gesungen von Paul Williams) in deutscher Sprache ein. Mit dem Lied Mein Schweigen war nur Spiel trat sie im September 1986 in der letzten Sendung von Dalli Dalli auf.
1992 nahm sie dann zum dritten Mal an der deutschen Vorentscheidung zum Eurovision Song Contest teil mit Wir seh’n uns wieder. Ende 1993 zog sie sich aus dem Showgeschäft zurück.

### Seit 2001: Comeback und Ende der Karriere
Im Jahre 2001 startete Valaitis ein Comeback mit dem Titel Ich lebe für den Augenblick; später war besonders das Duett mit Hansi Hinterseer Was kann ich denn dafür (2002) erfolgreich. Im Sommer 2006 wurde wiederum ein Duett mit Hinterseer aufgenommen, Muss i denn zum Städtele hinaus.
Im Frühjahr 2008 erschien ihre neue Single Du bist nicht allein, mit der sie auch in diversen TV-Shows zu sehen war. Nachdem ihr Ehemann Horst Jüssen am 10. November 2008 verstorben war, kam es nicht zur Veröffentlichung eines geplanten neuen Albums. Erst am 9. Mai 2009 meldete sich Valaitis in der Fernsehsendung Willkommen bei Carmen Nebel mit einer neuen Version des Hits Ein schöner Tag im Musikgeschäft zurück.
Im Februar 2010 wurde das neue Album Liebe ist … veröffentlicht. Am 19. Februar erreichte sie damit Platz 74 in den deutschen Albumcharts, am 26. Februar Platz 90. Der Titel Und ich rufe deinen Namen, den sie wiederum in der Sendung Willkommen bei Carmen Nebel vorstellte, erreichte Ende Februar Platz eins in den deutschen Konservativ Pop Airplaycharts und Platz 85 in den Konservativ Pop Jahrescharts. Dieser Comeback-Titel stammt aus der Feder des Autorenduos Kay Dörfel und Ronald E. Müller, gemeinsam mit Norbert Hammerschmidt.
2020 beendete Lena Valaitis ihre Karriere. Ihr letztes Album Meine Sprache ist die Musik erschien 2018, ihren letzten großen Auftritt hatte sie im September 2020 im ZDF-Fernsehgarten.

### Privates
Lena Valaitis ist die Witwe des Schauspielers Horst Jüssen, die seit 1979 verheiratet waren. Sie hat zwei Söhne, Marco Wiedmann (* 1973, aus erster Ehe mit dem Stuttgarter Industriellen Robert Wiedmann) und Don Jüssen (* 1983). Valaitis lebt in München.

## Diskografie

### Singles
- 1970: Halt das Glück für uns fest
- 1970: Und das Leben wird weitergehen
- 1971: Ob es so oder so oder anders kommt
- 1971: Alles was dein Herz begehrt
- 1971: Die kleinen Sünden und die kleinen Freuden
- 1972: Und da steht es geschrieben
- 1972: Lächeln ist der Weisheit letzter Schluß
- 1973: So wie ein Regenbogen
- 1973: Die Welt wird nicht untergeh’n
- 1973: Ich freu’ mich so auf morgen
- 1974: Bonjour mon amour
- 1974: Wer gibt mir den Himmel zurück
- 1974: Ich möchte die Gitarre sein
- 1975: Was der Wind erzählt
- 1975: Immer die schönen Träume
- 1975: Im Regen kann man keine Tränen sehen
- 1976: Da kommt José, der Straßenmusikant
- 1976: Ein schöner Tag (Amazing Grace)
- 1976: Komm wieder, wenn du frei bist
- 1977: Heinz, lass doch die Pauke stehn
- 1977: … denn so ist Jo
- 1977: Cherie je t’aime
- 1978: Ich spreche alle Sprachen dieser Welt
- 1978: Oh Cavallo
- 1978: Ich bin verliebt
- 1979: Auf der Straße ohne Ziel
- 1979: Nimm es so wie es kommt
- 1980: Jamaika Reggae Man
- 1981: Johnny Blue
- 1981: Johnny Blue (English Version)
- 1981: Jeder Mensch hat seinen Traum
- 1981: Rio Bravo
- 1981: Sag noch mal ich liebe dich (Duett mit Rex Gildo)
- 1982: Highland oh Highland (mit der Fußballnationalmannschaft)
- 1982: Peru (mit der deutschen Fußballnationalmannschaft)
- 1982: Gemeinsam mit Dir
- 1982: Gloria
- 1983: Worte wie Sterne
- 1984: Farewell
- 1984: So sind meine Träume
- 1984: Wenn der Regen auf uns fällt (Duett mit Costa Cordalis)
- 1985: Mein Schweigen war nur Spiel
- 1986: Männer sind ’ne verrückte Erfindung
- 1987: Ich liebe dich
- 1988: Hier stand einmal sein Klavier
- 1992: Wir sehn uns wieder
- 1993: Menschen mit Herz
- 2001: Ich lebe für den Augenblick
- 2002: Was kann ich denn dafür (Duett mit Hansi Hinterseer)
- 2002: Und wenn ich meine Augen schließ
- 2003: Still rinnt die Zeit
- 2004: Morgen soll die Hochzeit sein
- 2005: Komm lass uns tanzen (Arabische Nächte)
- 2006: Muss i denn zum Städtele hinaus (Duett mit Hansi Hinterseer)
- 2007: 100 Jahre Frühling
- 2008: Du bist nicht allein
- 2009: Ein schöner Tag (2009)
- 2009: Und ich rufe deinen Namen
- 2010: Ciao Casanova
- 2010: Gefühle die durchs Feuer gehn
- 2011: Leg nicht auf (Duett mit Roland Kaiser)
- 2011: Ich muss immer an dich denken
- 2012: Ein schöner Frühlingstag (Those Were the Days)
- 2012: Sommersonnenparadies
- 2013: Ich will alles (Drip Drop)
- 2013: Ich hab dir nie den Himmel versprochen 2013
- 2014: Heute scheint mal die Sonne
- 2015: Alles was geschieht
- 2018: Frei

### Studioalben
- 1972: Die Welt der Stars und Hits
- 1974: Wer gibt mir den Himmel zurück
- 1975: Da kommt Lena
- 1976: Komm wieder, wenn du frei bist
- 1977: … denn so ist Lena
- 1978: Ich bin verliebt
- 1979: Nimm es so, wie es kommt
- 1982: Lena
- 1989: Weihnachten mit Lena Valaitis (DE: Gold)[4]
- 2010: Liebe ist …
- 2012: Ich will alles
- 2018: Meine Sprache ist die Musik

### Kompilationen
- 1975: Star für Millionen
- 1976: Meinen Freunden
- 1976: Ein schöner Tag (Clubauflage)
- 1978: Stardiscothek
- 1981: Johnny Blue – Meine schönsten Lieder
- 1995: Ein schöner Tag
- 1995: Golden Stars
- 1995: Meine größten Erfolge
- 1996: Meisterstücke
- 1998: Ob es so oder so oder anders kommt
- 2001: The Very Best of Lena Valaitis
- 2002: Ich bin verliebt
- 2004: So oder anders
- 2005: Die schönsten Jahre
- 2008: Das Allerbeste
- 2008: Star Edition
- 2009: Ein schöner Tag – The Best of 2009
- 2013: So ein schöner Tag – Ihre Hits

## Auszeichnungen
- 1982: Goldene Stimmgabel